# Craspediopsis bimaculata
Craspediopsis bimaculata là một loài bướm đêm trong họ Geometridae.